# Ardmore Head SAC
Ardmore Head SAC este o arie protejată (arie specială de conservare — SAC, sit de importanță comunitară — SCI) din Irlanda întinsă pe o suprafață de 29,59 ha, integral pe uscat.

## Localizare
Centrul sitului Ardmore Head SAC este situat la coordonatele 51°56′36″N 7°42′36″W / 51.943463°N 7.709899°V.

## Înființare
Situl Ardmore Head SAC a fost declarat sit de importanță comunitară în august 1997 pentru a proteja 3 specii de animale. Situl a fost protejat și ca arie specială de conservare în mai 2017.

## Biodiversitate
Situată în ecoregiunea atlantică, aria protejată conține 2 habitate naturale: Faleze cu vegetație de pe coastele atlantice și baltice, Pajiști uscate europene.
La baza desemnării sitului se află mai multe specii protejate de  păsări (3): Fulmarus glacialis, Pyrrhocorax pyrrhocorax, Rissa tridactyla.
Pe lângă speciile protejate, pe teritoriul sitului au mai fost identificate 3 specii de păsări.